# Medalla de la Victoria (Imperio del Japón)
La Medalla de la Victoria (戦捷記章; Senshō Kishō) fue una medalla militar conmemorativa de Japón otorgada para premiar el servicio durante la Primera Guerra Mundial. Establecido por el Edicto Imperial n.º 406 el 17 de septiembre de 1920, fue una de las series de Medallas de la Victoria creadas y otorgadas por los Aliados después de la Primera Guerra Mundial. Quince naciones en total emitieron una versión de la medalla. Todos compartían el color arcoíris y la cinta de servicio, pero los diseños de las medallas variaban según el país. El diseño de Japón era diferente de todas las demás versiones, ya que no representaba a la diosa Victoria. Esta figura de la mitología romana no tendría conexión con la cultura japonesa, por lo que una representación de Takemikazuchi, el dios de la guerra en la mitología japonesa ocupa el anverso de la medalla.